# Ctenocalops brevicillus
Ctenocalops brevicillus är en stekelart som först beskrevs av Tosquinet 1896.  Ctenocalops brevicillus ingår i släktet Ctenocalops och familjen brokparasitsteklar. Inga underarter finns listade i Catalogue of Life.